# 鬼邑山城
鬼邑山城（きむらさんじょう）は、岡山県総社市八代の木村山にあった日本の城（山城）。別名、喜村山城、木村山城。

## 概要
鬼邑山城は、喜村山城とも、木村山城ともいい、市場の馬入堂山城と一連を成して八代の木村山にあった城で、元暦年中（1184年 - 1185年）には、播磨・美作・備前・備中・備後五ヶ国の守護土肥実平が居たともいわれているが、備中古城記ではこれを否定している。情報量の少ない当時としてはこれも致し方ないことかもしれないが、何れにしても、実際は、知られている以上に備中の主要な城であったようである。
室町時代の永正6年（1509年）には、足利家の一門であり、後に足利第十三代将軍義輝の重臣で幕府奉行衆となる若かりし上野民部大輔信孝が、第十代将軍義稙の命により備中に遣わされ、この城に居たとされている。
その後は、一族の上野四郎次郎高直、更にはその嫡子上野肥前守高徳が在城したとされているが、高徳が備前常山城に移ってからは、その一族の三宅左馬允徳久が居たともいわれている。
天正3年（1575年）、上野肥前守隆徳（高徳）が備前常山城にて小早川隆景率いる毛利軍に滅ぼされてから後は、この城も再び利用されることは無く廃城となり、城址（木村山）は、嵯峨野村の管理となった。
岡田藩古文書には、城址（木村山）について「元和九年（1623年）隣界山論の事起れり、時に平左衛門君（家老千石定盛）岡山侯の臣某と木村山の嶺上に會し給ふ。平左衛門君論辨して果断すさましき事をはかり、其勢ひゆゝしくふるまはれしかは、岡山の臣もまたともかふもいはと、今日天氣甚不定なり後日又會すへしとて引退しが、山論終にやみぬ。而して木村山は嵯峨野村の山にて八代より争論に及ばず。」とある。

## 観光的な役割
木村山の山頂からは馬入山・伊予部山・総社市街・真備周辺などが展望できる。

## 最寄駅
- JR伯備線総社駅